# Sam Torrance
Sam Torrance (OBE) (født 24. august 1953 i Largs, Skotland) er en skotsk golfspiller, der (pr. september 2010) står noteret for 43 sejre gennem sin professionelle karriere. Hans bedste resultat i en Major-turnering er en 5. plads, som han opnåede ved British Open i 1981.
Torrance har hele 8 gange, i 1981, 1983, 1985, 1987, 1989, 1991, 1993, og 1995, repræsenteret det europæiske hold ved Ryder Cup. Desuden førte han som kaptajn holdet til sejr ved turneringen i 2002.